# Izidor Šušteršič
Izidor Šušteršič, slovenski deskar na snegu, * 18. februar 1977, Medvode.
Šušteršič je za Slovenijo nastopil na Zimskih olimpijskih igrah 2006 v Torinu, kjer je nastopil v paralelnem veleslalomu in osvojil 21. mesto.
Nastopil je tudi na Zimskih olimpijskih igrah 2014 v Sočiju.